# St. Andreas (Hamburg)

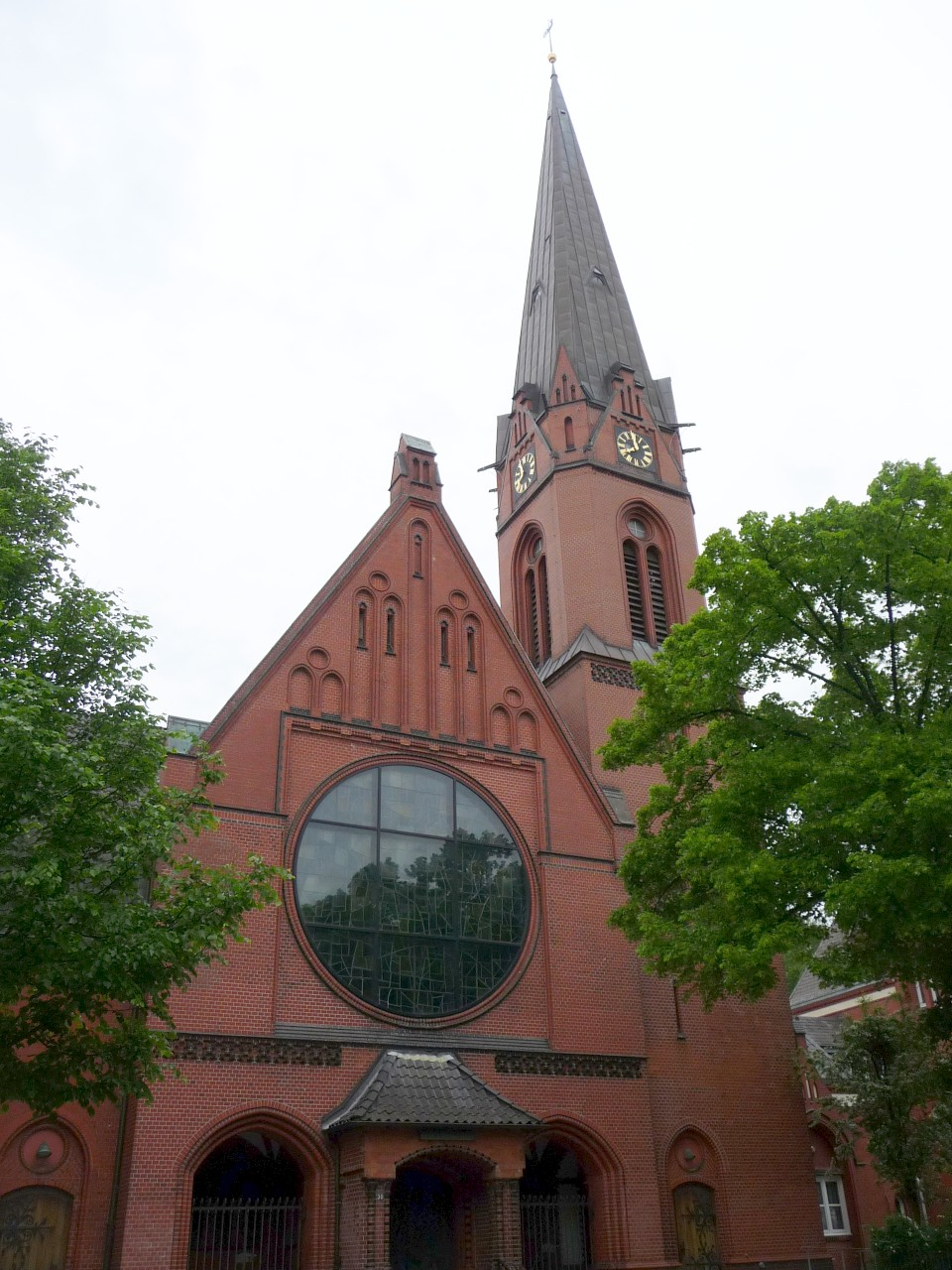
St. Andreas, Hamburg-Harvestehude

St. Andreas in Hamburg ist eine Kirche im Stadtteil Harvestehude, gelegen an der Bogenstraße neben dem Helene-Lange-Gymnasium. St. Andreas ist die Kirche der ev.-lutherischen Kirchengemeinde St. Andreas. Das neogotische Kirchgebäude wurde 1907 nach Plänen von Hugo Groothoff errichtet und steht unter Denkmalschutz.

## Geschichte und Gemeinde
Das Gemeindehaus in der Bogenstraße 28 wurde 1898 errichtet, ursprünglich nur als zweites Pastorat von St. Johannis am Rotherbaum. 1907 wurde die Kirche nach Plänen von Hugo Groothoff als „nachgeschobene Stadtteilkirche“ errichtet. Dies erklärt ihre „wenig repräsentative Lage“, eingebettet in den Straßenzug zwischen Helene-Lange-Gymnasium und Mietshäusern an der Bogenstraße.
Im Juli 1943 wurde die Kirche im Zuge der Luftangriffe auf Hamburg zerstört. Dabei brannte das Kirchenschiff völlig aus, der Turm trug jedoch nur geringe Schäden davon. Der Wiederaufbau der zerstörten Kirche erfolgte bis 1951 unter Reinhard Vogt und dem Landeskirchenamt Hamburg.
Ab 1941 wirkte der spätere Landesbischof Karl Witte an St. Andreas, erst als stellvertretender Pastor, ab 1946 bis 1956 dann als Pastor. Von 1968 bis 1974 war der spätere Professor für Orgelmusik Gerhard Dickel Kantor und Organist an St. Andreas.
Das Denkmalschutzamt Hamburg stellte die St. Andreaskirche in der Bogenstraße 30 zusammen mit dem angrenzenden Pastorat und dem straßenseitigen Eisenzaun als Ensemble unter Denkmalschutz.

## Architektur und Ausstattung

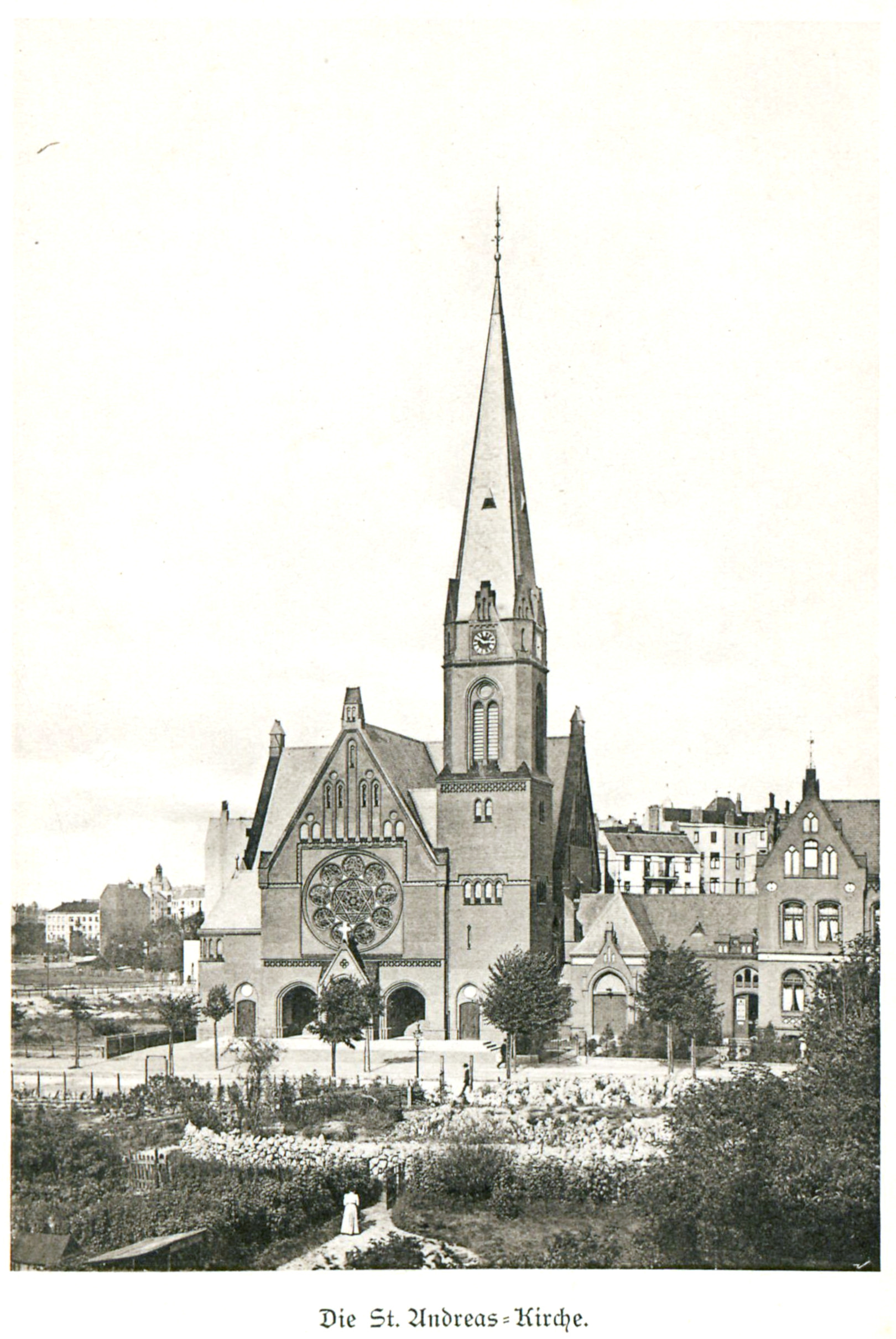
Auf dieser Abbildung von 1907 ist die ursprüngliche Gestaltung der Hauptfenster erkennbar

Der Zentralraum der Kirche folgt im Grundriss dem griechischen Kreuz mit vier kurzen Armen. Darüber wölbt sich ein Sternengewölbe. Die Backstein-Fassade besitzt zur Bogenstraße hin einen asymmetrischen Turm. Die gesamte Länge der Kirche beträgt etwa 30 m und die Breite etwa 25 m.
Die ursprüngliche Kirche besaß zwei Hauptfenster, eins über dem Portal zur Bogenstraße und eins über dem linken (nordwestlichen) Querschiff, zum Helene-Lange-Gymnasium hin. Die beiden Hauptfenster bestanden jeweils aus einem großen kreisrunden Fenster, umgeben von je neun runden Rosettenfenstern. Altarraum und Emporengalerien waren mit Holz verkleidet, die Kanzel befand sich an der rechten Seite. Beim Wiederaufbau wurde das linke Rundfenster (zum Helene-Lange-Gymnasium hin) aus Kostengründen nicht wiederhergestellt, sondern zugemauert. Die Empore, die ursprünglich beidseitig des Kirchenschiffs verlief, wurde nur im Eingangsbereich erhalten. Der Innenraum erhielt einen flächendeckenden weißen Verputz.
1969 wurde der Neubau einer Orgel bei G. F. Steinmeyer & Co. beauftragt, da die vorige Orgel wegen ihres Zustandes und ihrer Aufstellung auf der Empore vor dem großen Kirchenfenster als „nicht mehr erhaltenswert“ erschien. Die dreimanualige Steinmeyer-Orgel besitzt 45 Register.
In den 1970er Jahren wurde der Kirchenraum erneut renoviert. Der neugeschaffene Innenraum der Kirche enthält u. a. Werke der Künstler K. Weiss (Altar und Kanzel), Fritz Fleer (Altarkruzifixe und -leuchter), Ursula Querner (Taufbecken), Diether Kressel (Fenster).